# Jossypiwka (Odessa)
Jossypiwka (ukrainisch Йосипівка; russisch Йосиповка Jossipowka, deutsch Josephstal/Josephsthal) ist ein Dorf in der ukrainischen Oblast Odessa mit etwa 1400 Einwohnern (2001).
Bis 2017 bildete das Dorf eine eigene Landratsgemeinde, zu der noch das Dorf Libental (Лібенталь, ⊙), das ehemalige Liebenthal gehörte und bis 2020 lag es im Rajon Owidiopol. Seitdem gehört die Ortschaft administrativ zur Landgemeinde Majaky (Маяківська сільська територіальна громада) im Westen des Rajon Odessa.

## Geschichte

Großliebenthaler Kolonien bei Odessa mit dem Dorf Josephsthal, dem heutigen Jossypiwka

Gemäß einem Ukas vom 17. Oktober 1803 wurde Herzog Richelieu beauftragt, im Umland von Odessa Land aufzukaufen, um darauf schwarzmeerdeutsche Kolonien anzulegen. Daraufhin kaufte Richelieu von Gutsbesitzern insgesamt 34.212 Dessjatinen Land, auf denen das Kolonistengebiet Großliebental gegründet wurden. Die Besiedlung der deutschen Kolonie Josephstal im Kolonistengebiet begann im Winter 1804. Die ersten Siedler waren 105 Familien, die aus Württemberg, Baden, Pfalz, Elsass, Schlesien, Böhmen, Schweiz und Ungarn eingewandert waren.
Kurz nach Gründung des Dorfes wurde die erste katholische Schule eröffnet und 1806 wurde das Kirchengebäude der St.-Joseph-Kirche errichtet. Eine weitere Pfarrschule wurde 1809 eröffnet, die 1822 in ein neues Gebäude zog. Bis 1853 gehörte die Katholiken von Franzfeld ebenfalls zur Pfarrei von St. Joseph. 1857 gab es im Dorf 57 Höfe und weitere 68 Familien ohne Landbesitz. Anstelle der ersten, zwischenzeitlich baufällig gewordenen Kirche, wurde 1861 eine zweite Backsteinkirche erbaut, die am 2. September 1862 geweiht wurde.
Zwischen 1896 und 1917 trug die Ortschaft den Namen Serhijiwka (Сергіївка), und am 1. Februar 1945 wurde das Dorf in Jossypiwka umbenannt. Beim Näherrücken der Roten Armee erfolgte am 20. März 1944 die Aussiedlung der deutschstämmigen  Siedler in den Warthegau. Während der Sowjetzeit wurde die Kirche zerstört, wobei nur das Fundament des Gebäudes und das Pfarrhaus erhalten blieben. In den 1990er Jahren übernahm die Orthodoxe Kirche des Moskauer Patriarchats Reste der Kirche und errichtete darauf die St.-Andrew-Kirche. Im Dorf gibt es neben landwirtschaftlichen Betrieben, ein Sägewerk und Schreinereien.

## Geografische Lage
Die Ortschaft liegt auf einer Höhe von 22 m am linken Ufer des Baraboj (ukr. Барабой), einem 71 km langen Zufluss zum Schwarzen Meer, 12 km östlich vom Gemeindezentrum Majaky und etwa 25 km westlich vom Rajon- und Oblastzentrum Odessa. Die ehemalige deutsche Kolonie Petersthal liegt 5 km flussaufwärts und die ehemalige deutsche Kolonie Marienthal befindet sich 2,5 km flussabwärts. Durch das Dorf verläuft die Territorialstraße T–16–20.

## Persönlichkeiten
- Johannes Fetsch (1861–nach 1927), deutsch-russischer Geistlicher und Märtyrer